# NGC 3010C
NGC 3010C је спирална галаксија у сазвежђу Велики медвед која се налази на NGC листи објеката дубоког неба.
Деклинација објекта је + 44° 19' 51" а ректасцензија 9h 50m 39,4s. Привидна величина (магнитуда) објекта NGC 3010 износи 15,0 а фотографска магнитуда 15,8. NGC 3010C је још познат и под ознакама UGC 5273, MCG 7-20-67, CGCG 239-35, KUG 0947+445B, MK 1237, PGC 28340.